# Cyberförsvar
Cyberförsvar är skydd mot angrepp mot ett lands samhällsfunktioner som baseras på informationsteknik. 
Cyberförsvaret vilar på tre nivåer. Det handlar om att skydda Försvarsmaktens egna system, samhällets funktioner och privata företag.
En robust cyberförsvarsförmåga ska kunna säkerställa ”funktionalitet i samhällsviktiga funktioner och skydda de mest skyddsvärda verksamheterna, inklusive sådana system som är vitala för totalförsvaret, mot antagonistiska angrepp från kvalificerade statliga eller statsstödda aktörer samt andra aktörer med liknande förmåga”.
Inom cyberförsvaret bedrivs bland annat förebyggande arbete, underrättelseinhämtning, nätverksinhämtning samt defensiva och offensiva operationer.

## Definition
Det finns fortfarande ingen ensam definition av vad ett cyberförsvar är, varken på nationell eller internationell nivå. Begreppet ges varierande innebörd både av olika aktörer i Sverige och av olika länder.
Regeringen definierar i Totalförsvaret 2021-2025 cyberförsvar som en ”nations samlade förmågor och åtgärder, såväl defensiva som offensiva, till skydd för dess kritiska samhällsfunktioner samt förmågan att kunna försvara sig mot cyberangrepp från kvalificerade motståndare”.
FRA och Försvarsmakten definierar cyberförsvar som ”en nations eller annan aktörs samlade förmågor och åtgärder, såväl offensiva som defensiva, till skydd för dess kritiska samhällsfunktioner samt förmågan att försvara sig mot kvalificerade angrepp”.
Försvarsminister Peter Hultqvist framhäver särskilt det privata näringslivets roll. Han påpekar att ”cyberförsvar är teknikintensivt”, betonar att ”teknikutvecklingen också är ett medel för att stärka vårt skydd” och framhäver att ”här spelar det privata näringslivet också en viktig roll”. Vidare lyfter han att ”cyberhoten aktualiserar vikten av privat-offentlig samverkan”. Vid sidan av vikten av samarbete mellan FRA, Säkerhetspolisen och Försvarsmakten påpekar han att också att ”andra myndigheter och samhällsaktörer har mycket viktiga roller att spela för ett samlat svenskt cyberförsvar”.

## Behovet av ett cyberförsvar
Trenden de senaste åren visar på ökade initiativ för att stärka cyberförsvarsförmågan i Sverige och i Europeiska unionen (EU). Sveriges regering anger att Sveriges cyberförsvarsförmåga bör stärkas ytterligare.
Det Europeiska rådet, som består av EU-ländernas ledare, lyfter också behovet av att utveckla en robust cyberförsvarsförmåga i medlemsländerna.